# USS Lagarto (SS-371)
USS Lagarto (SS-371) là một  tàu ngầm lớp Balao được Hải quân Hoa Kỳ chế tạo trong Chiến tranh Thế giới thứ hai. Nó là chiếc tàu chiến duy nhất của Hải quân Hoa Kỳ được đặt cái tên này, theo tên một loài thằn lằn trong họ Scincidae. Nó đã phục vụ trong giai đoạn cuối Thế Chiến II, thực hiện được hai chuyến tuần tra và đánh chìm được ba tàu Nhật Bản với tổng tải trọng 7.664 tấn. Con tàu bị mất trong chuyến thứ hai khi bị tàu rải mìn Hatsutaka đánh chìm trong vịnh Thái Lan vào ngày 4 tháng 5, 1945. Lagarto được tặng thưởng một Ngôi sao Chiến trận do thành tích phục vụ trong Thế Chiến II.

## Thiết kế và chế tạo
Thiết kế của lớp Balao được cải tiến dựa trên  tàu ngầm lớp Gato dẫn trước, là một kiểu tàu ngầm hạm đội có tốc độ trên mặt nước cao, tầm hoạt động xa và vũ khí mạnh để tháp tùng hạm đội chiến trận. Khác biệt chính so với lớp Gato là ở cấu trúc lườn chịu áp lực bên trong dày hơn, và sử dụng thép có độ đàn hồi cao (HTS: High-Tensile Steel), cho phép lặn sâu hơn đến 400 ft (120 m). Con tàu dài 311 ft 9 in (95,02 m) và có trọng lượng choán nước 1.526 tấn Anh (1.550 t) khi nổi và 2.424 tấn Anh (2.463 t) khi lặn. Chúng trang bị động cơ diesel dẫn động máy phát điện để cung cấp điện năng cho bốn động cơ điện, đạt được công suất 5.400 shp (4.000 kW) khi nổi và 2.740 shp (2.040 kW) khi lặn, cho phép đạt tốc độ tối đa 20,25 hải lý trên giờ (37,50 km/h) và 8,75 hải lý trên giờ (16,21 km/h) tương ứng. Tầm xa hoạt động là 11.000 hải lý (20.000 km) khi đi trên mặt nước ở tốc độ 10 hải lý trên giờ (19 km/h) và có thể hoạt động kéo dài đến 75 ngày.
Tương tự như lớp Gato dẫn trước, lớp Balao được trang bị mười ống phóng ngư lôi 21 in (530 mm), gồm sáu ống trước mũi và bốn ống phía phía đuôi tàu, chúng mang theo tối đa 24 quả ngư lôi. Vũ khí trên boong tàu gồm một hải pháo 4 inch/50 caliber, một khẩu pháo phòng không Bofors 40 mm nòng đơn và một khẩu đội Oerlikon 20 mm nòng đôi, kèm theo hai súng máy .50 caliber. Trên tháp chỉ huy, ngoài hai kính tiềm vọng, nó còn trang bị ăn-ten radar SD phòng không và SJ dò tìm mặt biển. Tiện nghi cho thủy thủ đoàn bao gồm điều hòa không khí, thực phẩm trữ lạnh, máy lọc nước, máy giặt và giường ngủ cho hầu hết mọi người, giúp họ chịu đựng cái nóng nhiệt đới tại Thái Bình Dương cùng những chuyến tuần tra kéo dài đến hai tháng rưỡi.
Lagarto được đặt lườn tại xưởng tàu của hãng Manitowoc Shipbuilding Company ở Manitowoc, Wisconsin vào ngày 12 tháng 1, 1944. Nó được hạ thủy vào ngày 28 tháng 5, 1944, được đỡ đầu bởi bà Emily Taft Douglas, nữ Dân biểu tiểu bang Illinois và là phu nhân Đại úy Thủy quân Lục chiến Paul Douglas (sau này là Nghị sĩ tiểu bang Illinois). Con tàu được cho nhập biên chế cùng Hải quân Hoa Kỳ vào ngày 14 tháng 10, 1944 dưới quyền chỉ huy của Hạm trưởng, Trung tá Hải quân Frank Devere Latta.

## Lịch sử hoạt động

### 1944
Sau khi hoàn tất việc chạy thử máy tại vùng Ngũ Đại Hồ, Lagarto được đưa lên một ụ nổi để di chuyển dọc theo sông Mississippi, đi đến New Orleans, Louisiana, và khởi hành từ đây vào ngày 12 tháng 11, 1944 để đi sang vùng kênh đào Panama có sự tháp tùng của tàu săn ngầm SC-512. Đến nơi ba ngày sau đó, chiếc tàu ngầm thực hành huấn luyện cho đến ngày 9 tháng 12, khi nó khởi hành từ Balboa, Panama để hướng sang khu vực Thái Bình Dương, đi đến Trân Châu Cảng vào ngày 25 tháng 12. Nó tiếp tục huấn luyện và được trang bị cho cuối tháng 1, 1945.

### 1945

#### Chuyến tuần tra thứ nhất
Cùng với tàu ngầm Haddock (SS-231), Lagarto khởi hành từ Trân Châu Cảng vào ngày 24 tháng 1 cho chuyến tuần tra đầu tiên, hướng sang khu vực quần đảo Mariana, đi đến Tanapag Harbor, Saipan vào ngày 5 tháng 2. Tại đây nó cùng tàu ngầm Angler (SS-240) được tiếp liệu cặp bên mạn tàu tiếp liệu tàu ngầm Fulton (AS-11). Nó lên đường hai ngày sau đó trong thành phần một đội tấn công phối hợp "Bầy sói" biệt danh "Latta's Lancers", vốn bao gồm các tàu ngầm Haddock và Sennet (SS-408), để hướng sang khu vực tuần tra tại quần đảo Bonin.
Vào ngày 13 tháng 2, "Bầy sói" tiếp cận và bao vây hai tàu tuần tra đối phương Kotoshiro Maru số 8 (109 tấn) và Showa Maru số 3 (76 tấn), tiêu diệt hai tàu đối phương bằng hải pháo 5 in (130 mm) từ khoảng cách 7.200 yd (6.600 m). Bốn giờ sau đó, một máy bay ném bom Mitsubishi G4M "Betty" xuất hiện, buộc Haddock và Lagarto phải lặn xuống để né tránh; máy bay đối phương đã ném bom nhưng không hư hại gì cho các con tàu. Sang ngày hôm sau, đơn vị lại phối hợp tấn công vào hai tuần tra đối phương khác bằng hải pháo và ngư lôi, nhưng chỉ gây hư hại cho chiếc Kanno Maru số 3 (98 tấn).
Lagarto  sau đó tách ra khỏi "Bầy sói" để tuần tra độc lập tại khu vực eo biển Bungo. Lúc 10 giờ 58 phút ngày 24 tháng 2, Lagarto đã phát hiện qua radar một tàu ngầm đang di chuyển trên mặt nước ở khoảng cách 5.000 yd (4.600 m), được nhận định là một chiếc thuộc lớp RO. Nó cơ động đến vị trí thích hợp và phóng một loạt bốn quả ngư lôi lúc 11 giờ 18 phút. Sau những tiếng nổ ban đầu, một vụ nổ to được ghi nhận không đầy mười phút sau đó. Nạn nhân của nó có thể là tàu ngầm I-371, vốn đã khởi hành từ Truk vào ngày 31 tháng 1 để quay trở về Yokosuka. I-371 đắm tại tọa độ 32°40′B 132°33′Đ / 32,667°B 132,55°Đ, toàn bộ 84 sĩ quan và thủy thủ trên tàu đều tử trận.
Trong những ngày tiếp theo, Lagarto tuần tra trong eo biển Van Diemen và eo biển Bungo, nhưng không bắt gặp mục tiêu có giá trị, vì vậy đến ngày 13 tháng 3, nó rời khu vực tuần tra để quay trở về vịnh Subic, Philippines. Trên đường quay về căn cứ, Lagarto và Haddock bắt gặp một tàu ngầm đối phương, nhưng không thể cơ động vào vị trí phù hợp để tấn công. Nó đi đến vịnh Subic vào ngày 20 tháng 3, và được bảo trì cặp bên mạn tàu tiếp liệu tàu ngầm Howard W. Gilmore.

#### Chuyến tuần tra thứ hai
Khởi hành từ vịnh Subic vào ngày 12 tháng 4 cho chuyến tuần tra thứ hai, Lagarto hướng sang khu vực biển Đông, rồi đến ngày 27 tháng 4 được lệnh chuyển sang tuần tra trong vịnh Thái Lan, và phối hợp hoạt động cùng các tàu ngầm Baya (SS-318) và Caiman (SS-323) từ ngày 2 tháng 5.
Lúc 21 giờ 55 phút ngày 2 tháng 5, Baya dò được bốn mục tiêu ở khoảng cách 15.000 yd (14.000 m) trên màn hình radar, và phối hợp cùng Lagarto để tấn công. Tuy nhiên các tàu hộ tống đối phương chống trả quyết liệt bằng hải pháo các cỡ, buộc hai chiếc tàu ngầm phải rút lui. Vào sáng ngày 3 tháng 5, Baya gặp gỡ Lagarto và hai hạm trưởng trao đổi kế hoạch tác chiến, theo đó Lagarto sẽ lặn sâu và xâm nhập giữa đội hình đoàn tàu vận tải lúc khoảng 14 giờ 00, còn Baya sẽ bám theo ở khoảng cách 10–15 mi (16–24 km), và sẽ cùng phối hợp tấn công lúc 20 giờ 00. Tuy nhiên, Lagarto sau đó không trả lời bất kỳ thông điệp nào của Baya lúc 15 giờ 00 và lặp lại mỗi nữa giờ cho đến 23 giờ 47 phút. Sau khi hoàn toàn mất liên lạc và con tàu không quay trở về căn cứ tại Australia vào thời điểm đã quy ước, Lagarto được cho là đã mất trong chiến đấu vào ngày 10 tháng 8, 1945, và rút tên khỏi danh sách Đăng bạ Hải quân vào ngày 1 tháng 9, 1945.
Nghiên cứu tài liệu thu được của Nhật Bản sau chiến tranh cho thấy Lagarto nhiều khả năng đã bị một trong hai tàu hộ tống, chiếc tàu rải mìn Hatsutaka, đánh chìm. Chiếc tàu rải mìn đã tấn công bằng mìn sâu vào ngày 3 tháng 5, nhắm vào một tàu ngầm đang lặn ở độ sâu 30 sải (55 m), và đã đánh chìm đối thủ tại tọa độ 7°55′B 102°00′Đ / 7,917°B 102°Đ, toàn bộ 86 thành viên thủy thủ đoàn đã tử trận cùng con tàu.

## Khám phá xác tàu đắm
Vào tháng 5, 2005, một nhóm thợ lặn tư nhân do thợ lặn người Anh Jamie MacLeod dẫn đầu đã khám phá một xác tàu đắm trong vịnh Thái Lan ở độ sâu 70 m (230 ft). Xác tàu đắm hầu như nguyên vẹn ở tư thế ngang bằng dưới đáy biển, với một lổ thủng lớn bên mạn trái phía mũi tàu, gợi ý một vụ nổ do mìn sâu đã làm đắm con tàu. Các thợ lặn cũng thấy một cửa ống phóng ngư lôi đang mở và bên trong trống rỗng, nhiều khả năng nó phóng một quả ngư lôi ngay trước khi bị đánh chìm.
Đến tháng 6, 2006, nhân dịp cuộc tập trận CARAT (Cooperation Afloat Readiness and Training) được Hải quân Mỹ tổ chức cùng hải quân các nước Đông Nam Á, thợ lặn hải quân của chiếc USS Salvor (ARS-52) đã khảo sát và chụp ảnh xác tàu đắm trong sáu ngày, tìm thấy nhiều chứng cứ xác nhận đây là xác tàu đắm của Lagarto. Chứng cứ bao gồm hai bệ pháo 5-inch trước mũi và phía đuôi, tên xưởng tàu "Manitowoc" và số hiệu được khắc lên chân vịt. Những hình ảnh được các chuyên gia khảo cổ hải quân nghiên cứu, và được họ xác nhận đúng là của Lagarto.

## Phần thưởng
Lagarto được tặng thưởng một Ngôi sao Chiến trận do thành tích phục vụ trong Thế Chiến II. Nó được ghi công đã đánh chìm ba tàu Nhật Bản với tổng tải trọng 7.664 tấn.
|  |             |  |
|  | Bronze star |  |

| Dãi băng Hoạt động Tác chiến  |                                                                         |                                      |
| Huân chương Chiến dịch Hoa Kỳ | Huân chương Chiến dịch Châu Á-Thái Bình Dương với 1 Ngôi sao Chiến trận | Huân chương Chiến thắng Thế Chiến II |